# Frenzy of the Absolute
Frenzy of the Absolute is het derde muziekalbum van de Belg Dirk Serries onder zijn artiestennaam Fear Falls Burning. Hij gaat daarmee verder in zijn zoektocht binnen de ambient, maar het is de vraag of zijn album wel in die stroming kan worden ingedeeld. Zelfs de meest onrustige stroming, industrial ambient, schiet hier te kort. Het geluid is eerder te omschrijven als een kruising tussen metal, gothic en claustrofobische ambient. Loodzware muziek en drones trekken aan de oren voorbij. In track (3) komt zowaar een melodielijn opgang, lento en grave, maar die aan het einde van het album plotseling wordt afgebroken.

## Musici
- Dave Vanderplas - drums
- Tim Bertilsson - drums
- Magnus Lindberg - drums
- Johannes Persson - gitaar
- Dirk Serries - effecten en electronics

## Composities
1. Frenzy of the Absolute (21:08)
2. He Contemplates the Sign (19:18)
3. We Took the Deafening Murmur Down (13:14)
4. The passage of Wrath (19:53), alleen op langspeelplaat